# Esteban García
Esteban Gabriel García Velázquez (ur. 6 marca 1998 w mieście Meksyk) – gwatemalski piłkarz pochodzenia meksykańskiego występujący na pozycji skrzydłowego, reprezentant Gwatemali, od 2024 roku zawodnik Municipalu.
Jego ojciec jest Gwatemalczykiem, a matka Meksykanką. W wieku pięciu lat przeprowadził się do Gwatemali.